# Casa-Palacio de los Miró (Forcall)
La Casa-Palacio de los Miró es una residencia palaciega perteneciente a la familia Miró datada en el siglo XVI. Está situada en el centro de la localidad de Forcall (Castellón, España), en concreto en la calle del Carmen 5. Está catalogada como Bien de Relevancia Local, según consta en la Dirección General de Patrimonio Artístico de la Generalidad Valenciana. Tiene como código identificador el 12.01.006-021.
Se trata de la casa familiar de los Miró, situada en una de las calles de la población de Forcall, más alejadas del centro poblacional, donde se encuentra los edificios más destacables como la la casa de les Escalestes, Antigua Casa Palacio d'En Fort, o el Palacio de los Osset, que al final se conoció como palacio Osset-Miró, al unirse los patrimonios de las familias por matrimonios diversos.